# Lisznyay Szabó Gábor

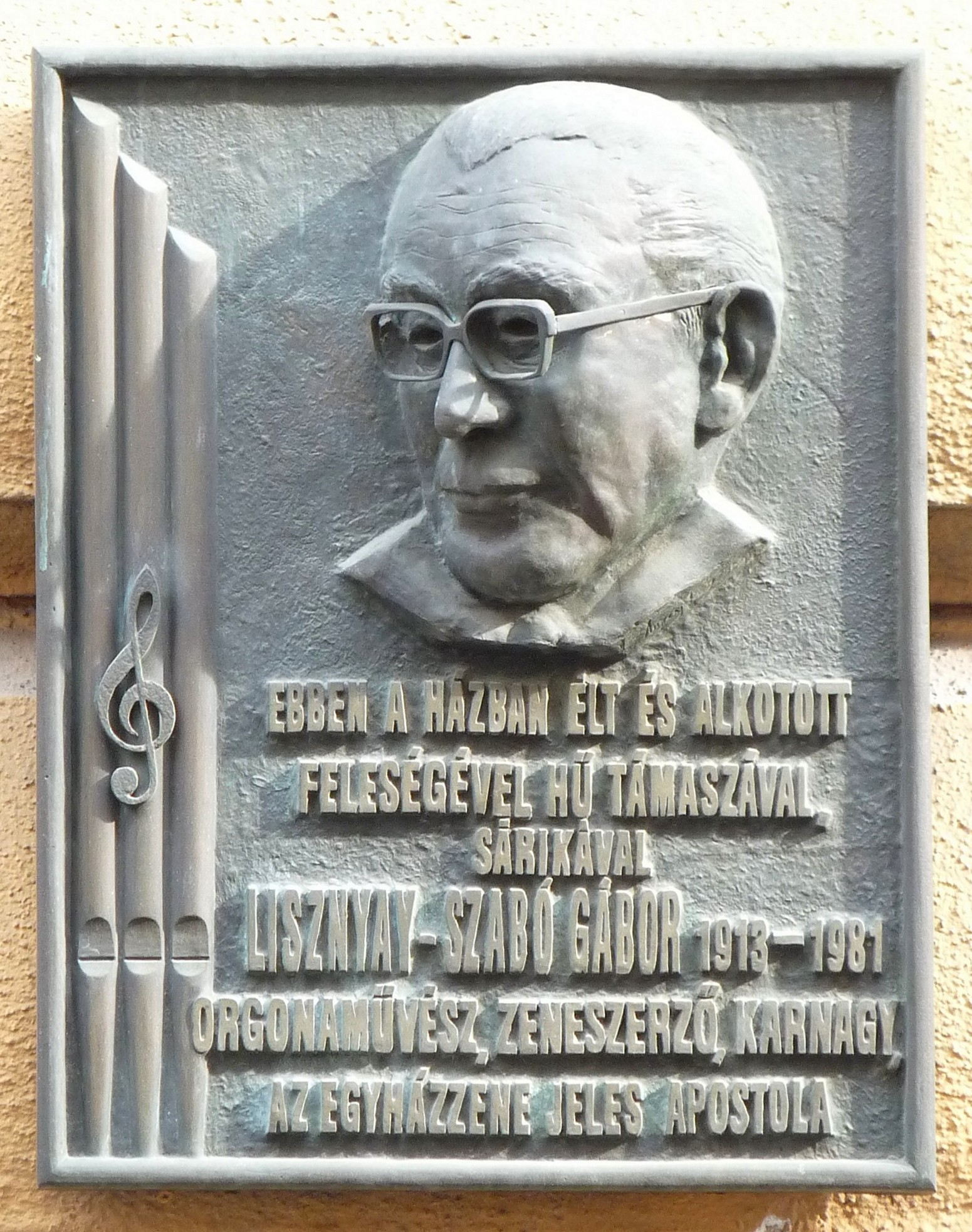
Emléktáblája egykori lakhelyén, a budapesti Szív utca 33. falán

Lisznyay Szabó Gábor, Lisznyay-Szabó Gábor, Lisznyai Szabó Gábor, Lisznyai Gábor (eredeti neve [lisznyai] Szabó Gábor László Béla Iván) (Budapest, 1913. december 8. – Budapest, 1981. május 22.) egyházzenész, zenepedagógus.

## Élete
Édesanyja zongoratanár volt, ő kezdte zenei képzését, de szülei nem muzsikusnak, hanem papnak szánták. 1919-től a Bakáts téri elemi iskola tanulója volt, mellette a Fodor Zeneiskolában folytatódott zenei képzése. A középiskolát 1923-ban a Lónyay utcai budapesti református főgimnáziumban kezdte, majd három évet töltött el belgiumi szalézi rendházakban. Itt kezdett orgonán játszani, miséken is közreműködhetett. A magyar fővárosba visszatérve, 1931-ben érettségizett a Széchenyi István Reálgimnáziumban. Még ebben az évben felvették a Liszt Ferenc Zeneművészeti Főiskolára, ahol Harmat Artúr növendékeként 1934-ben egyházkarnagyi oklevelet, Siklós Albert irányítása mellett 1935-ben zeneszerzés diplomát, Dohnányi Ernő mesteriskolájában pedig 1937-ben zeneszerzői művészi oklevelet szerzett.
Már 1931-től a Budapesti Izraelita Hitközség Fiúárvaházának orgonistája volt. Mellette több helyen tanított: az 1938–39-es tanévben a Bencés Főgimnáziumban, a következő évtől a Budai Zeneakadémián, 1942-től a Nemzeti Zenedében oktatott, vezette a Budai Dalárdát és egészen 1956-ig a budapesti Terézvárosi templom orgonistája volt. A második világháború Magyarországra való kiterjedésekor visszatért Szabolcs-Szatmár megyébe, ahonnan szülei elszármaztak. 1945-ben kötött házasságot az itt megismert Szoboszlay Saroltával.
Két év kihagyás után, 1946-tól ismét a budapesti izraelita fiúárvaházban orgonált. 1947-től 1949-ig a Zeneakadémia zongoratanára lett, ahonnan azonban a személyi kultusz idején eltávolították. A terézvárosi templomba karnagyváltás miatt nem térhetett vissza. 1949–50-ben a MÁVAG Acélhang Férfikarát irányította.
1950-től 1971-ig a budapesti Dohány utcai zsinagóga orgonamestereként működött. Itt egy istentisztelet közben agyvérzést kapott, fél oldala lebénult. Ezt az állását idősebb leánya vette át. 1941-től az Országos Magyar Cecília Egyesület, 1964-től az Országos Egyházzenei Bizottság tagja volt, s tanára a budapesti római katolikus kántorképző tanfolyamnak. 1958-tól több vidéki zeneiskolában is tanított vagy részt vett szervezésükben.
Halála után az Új köztemetőben temették el, de maradványait 2006-ban áthelyezték az Ávilai Nagy Szent Teréz-plébániatemplomba, ahol másfél évtizeden át orgonált.

## Munkássága
Kreatív, színes harmóniákkal átszőtt zenéjében a Belgiumban töltött diákévek hatása érződik. A franciás, impresszionista hatást tükröző orgonaműveinek kiemelkedő alkotásai a Három magyar pasztorál, a Két Canzonetta, a Szent István fantázia és a héber liturgia számára írt Uneszane Tajkef. Életműve gazdag (orgona-, kórus-, zenekari és kamaraművek), műveit áthatja a személyes hitbeli meggyőződés.

## Emlékezete
- Veresegyházon utca és alapfokú művészetoktatási intézmény viseli a nevét.[3]
- Egykori lakhelyén, a terézvárosi Szív utca 33. falán 1998-ban helyezték el az ifj. Ugray György (* 1945) által készített emléktábláját.[4]